# Antônio de Sousa Peixoto
Antônio de Sousa Peixoto é um político brasileiro, ex-prefeito do município de Alvarenga, no interior do estado de Minas Gerais.
Foi o primeiro prefeito eleito de Alvarenga, sucedendo a Simeão Pena de Faria, que foi empossado provisoriamente após a instalação do município, ocorrida em 1º de março de 1963. Venceu a primeira eleição municipal, realizada em 30 de junho do mesmo ano, e tomou posse a 31 de agosto como filiado ao Partido Social Democrático (PSD), tendo Jeremias José de Souza como vice-prefeito.